# والاند (تنسی)
والاند (به انگلیسی: Walland) شهری در ایالت کشور ایالات متحده آمریکا است که جمعیت آن در سرشماری سال ۲۰۱۰ میلادی، ۲۵۹ نفر بوده‌است.